# Cantone di Les Abymes-2
Il Cantone di Les Abymes-2 è una divisione amministrativa dell'arrondissement di Pointe-à-Pitre nel dipartimento d'oltremare francese della Guadalupa (che comprende alcune isole dell'arcipelago caraibico omonimo facente parte delle Piccole Antille).
A seguito della riforma approvata con decreto del 24 febbraio 2014, che ha avuto attuazione dopo le elezioni dipartimentali del 2015, è stato ridefinito.

## Composizione
Situato nella parte centro-occidentale dell'isola di Grande-Terre, il cantone comprende una parte del comune di Les Abymes.
Prima del 2015 comprendeva una frazione di 14 559 abitanti del comune di Les Abymes. Il suo codice INSEE era 971 02.